# 第32回ジャパンカップ
第32回ジャパンカップ（だい32かいジャパンカップ; 32nd JAPAN CUP）は、2012年11月25日に東京競馬場芝2,400 m コースにて行われた競馬の競走である。ジェンティルドンナがオルフェーヴルを叩き合いの末に下し、3歳牝馬史上初制覇の快挙を成し遂げた。

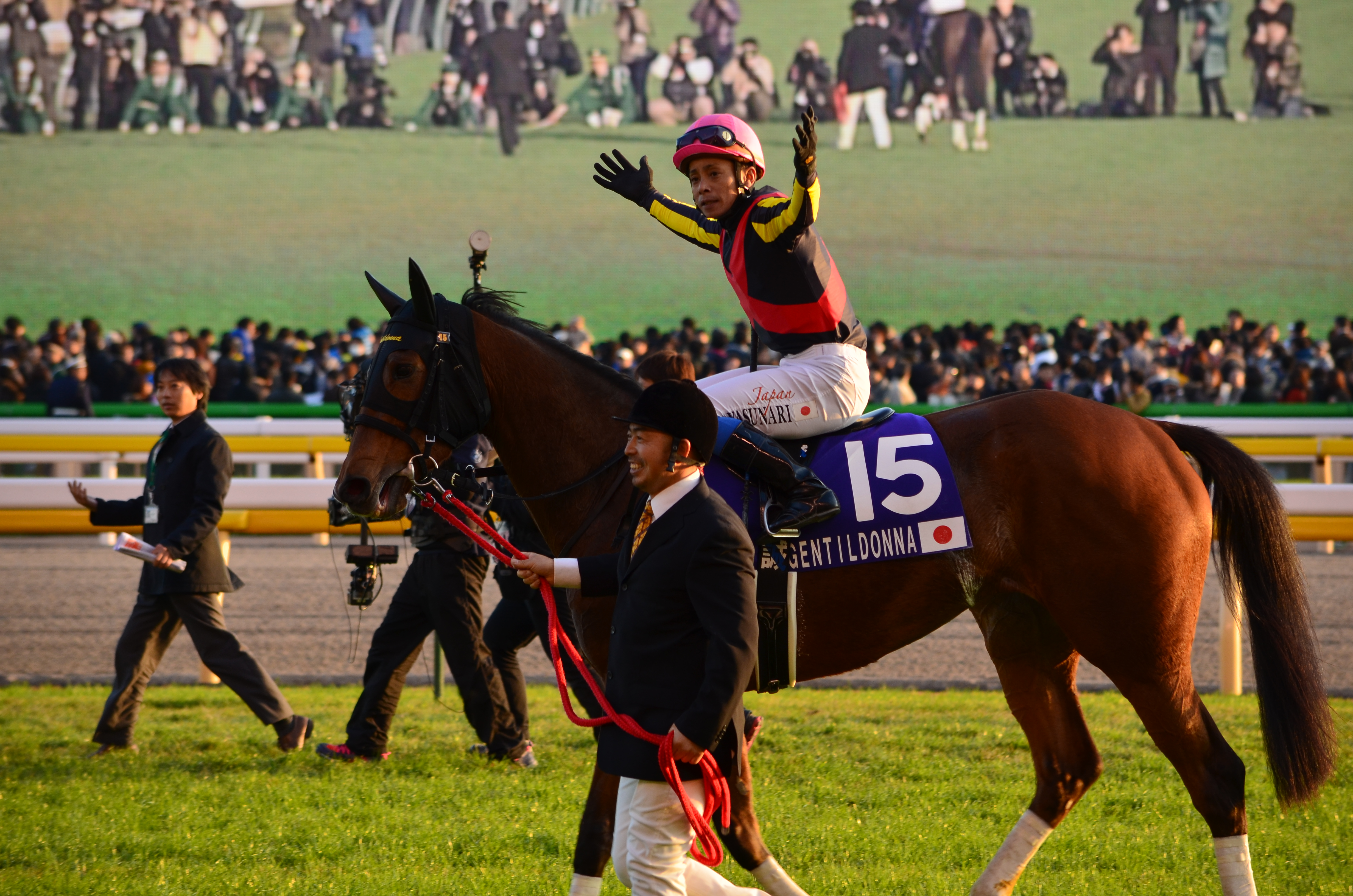
第32回ジャパンカップ（優勝・ジェンティルドンナ）

## レース施行前の状況
第32回ジャパンカップはワールドスーパージョッキーズ開催に伴い最終11レースで開催。この日は東京開催の最終日であったため、年間を通じての最終競走でもある。最終競走としての開催は2004年以来8年ぶりであった。また発走時間が例年よりも20分遅い15時40分であった。
日本からは前年度の三冠をはじめGIを5勝したオルフェーヴルや同年のクイーンエリザベス2世カップに優勝したルーラーシップ、同年の牝馬三冠馬ジェンティルドンナなど、計9頭のGI優勝馬が参戦。出走馬17頭全てが重賞優勝馬という豪華な顔ぶれとなった。
外国馬はフランスから同年の凱旋門賞馬のソレミアが参戦、凱旋門賞で同馬の2着に敗れているオルフェーヴルのリターンマッチとして注目を集めることとなった。残りの外国馬4頭は全てイギリスからの参戦で、その他の国からの参戦はなかった。

## 出走馬と枠順
2012年11月25日 第5回東京競馬第8日目 第11競走
天気:晴 / 馬場状態: 良 / 発走時刻: 15時40分
| 枠番 | 馬番 | 競走馬名（日本名） | 性齢  | 騎手           | 調教師             | オッズ        |
| ---- | ---- | ------------------ | ----- | -------------- | ------------------ | ------------- |
| 1    | 1    | ビートブラック     | 牡5   | 石橋脩         | 中村均             | 43.2（8人）   |
| 1    | 2    | スリプトラ         | 牡6   | N.カラン       | R.ヴェリアン       | 201（16人）   |
| 2    | 3    | ジャガーメイル     | 牡8   | W.ビュイック   | 堀宣行             | 65.9（11人）  |
| 2    | 4    | フェノーメノ       | 牡3   | 蛯名正義       | 戸田博文           | 8.0（4人）    |
| 3    | 5    | マウントアトス     | セン5 | R.ムーア       | L.クマーニ         | 89.0（12人）  |
| 3    | 6    | レッドカドー       | セン6 | G.モッセ       | E.ダンロップ       | 152.5（13人） |
| 4    | 7    | メイショウカンパク | 牡5   | 内田博幸       | 荒川義之           | 154.0（14人） |
| 4    | 8    | エイシンフラッシュ | 牡5   | C.ルメール     | 藤原英昭           | 13.8（5人）   |
| 5    | 9    | オウケンブルースリ | 牡7   | 浜中俊         | 音無秀孝           | 207.8（17人） |
| 5    | 10   | ダークシャドウ     | 牡5   | M.デムーロ     | 堀宣行             | 18.6（6人）   |
| 6    | 11   | ジャッカルベリー   | 牡4   | C.オドノヒュー | M.ボッティ         | 159.0（15人） |
| 6    | 12   | ローズキングダム   | 牡5   | 武豊           | 橋口弘次郎         | 48.0（9人）   |
| 7    | 13   | ルーラーシップ     | 牡5   | C.ウィリアムズ | 角居勝彦           | 5.4（2人）    |
| 7    | 14   | ソレミア           | 牝4   | O.ペリエ       | C.ラフォンパリアス | 22.6（7人）   |
| 8    | 15   | ジェンティルドンナ | 牝3   | 岩田康誠       | 石坂正             | 6.6（3人）    |
| 8    | 16   | トーセンジョーダン | 牡6   | C.スミヨン     | 池江泰寿           | 55.4（10人）  |
| 8    | 17   | オルフェーヴル     | 牡4   | 池添謙一       | 池江泰寿           | 2.0（1人）    |

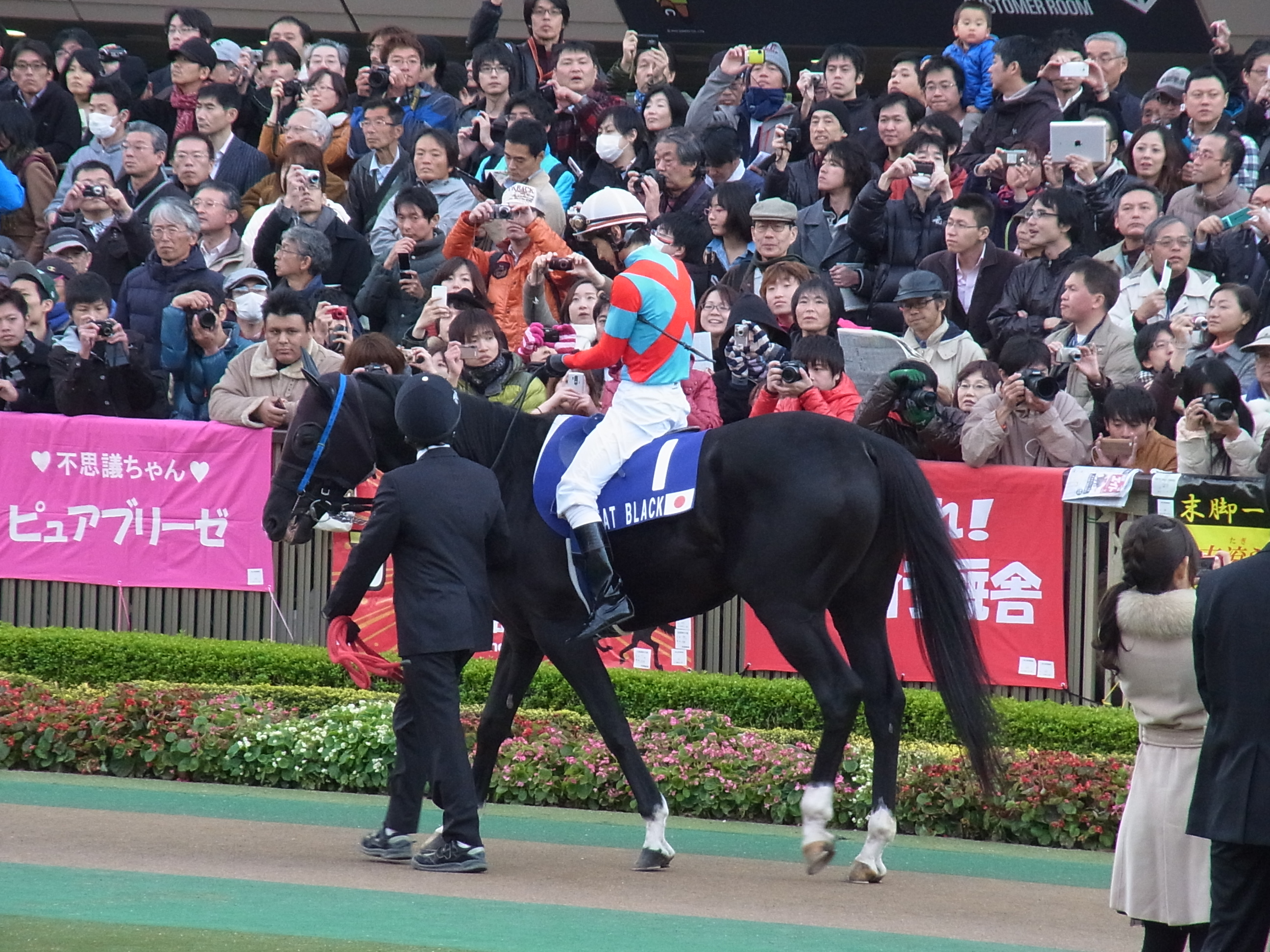
1. ビートブラック
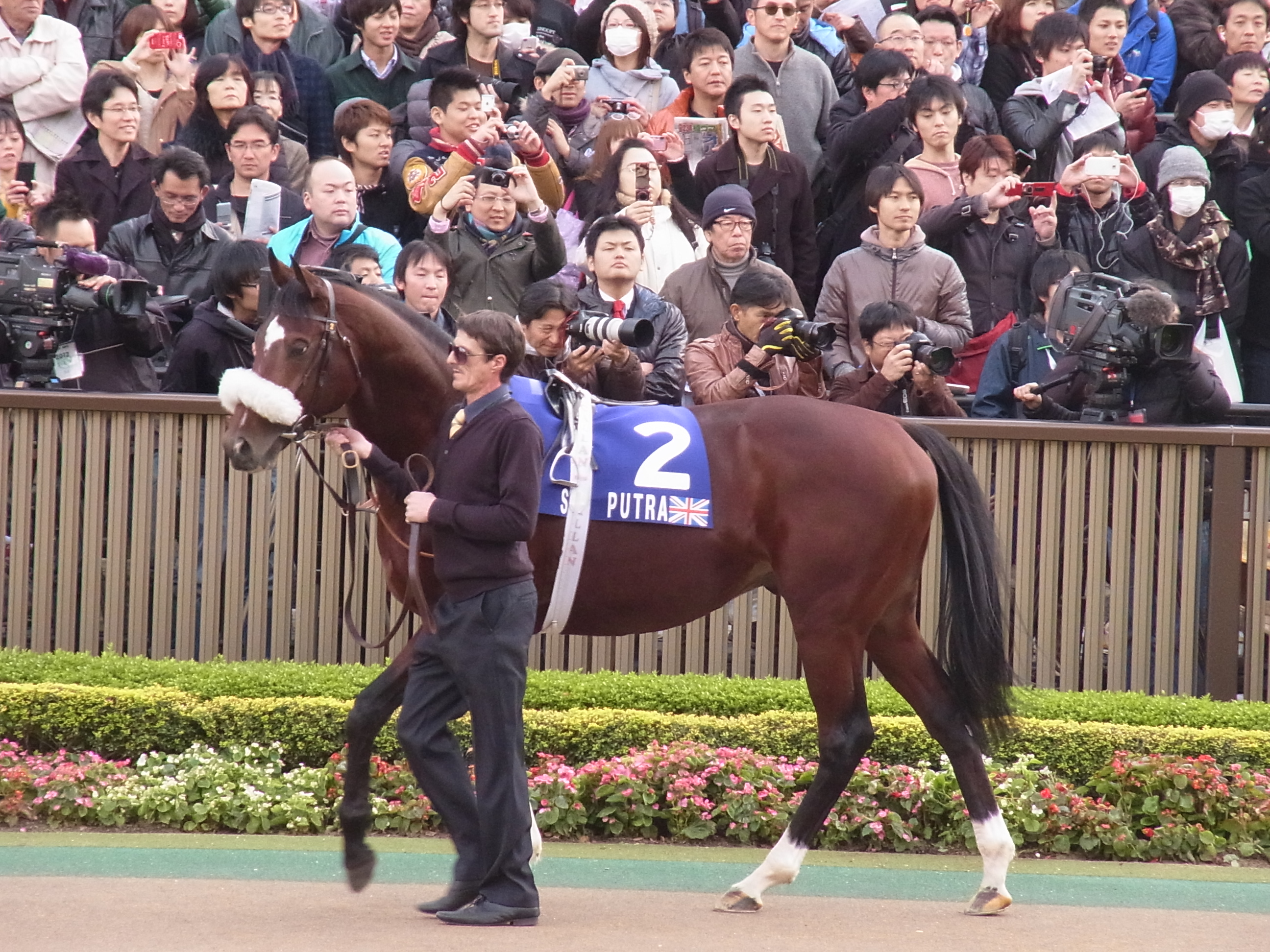
2. スリプトラ
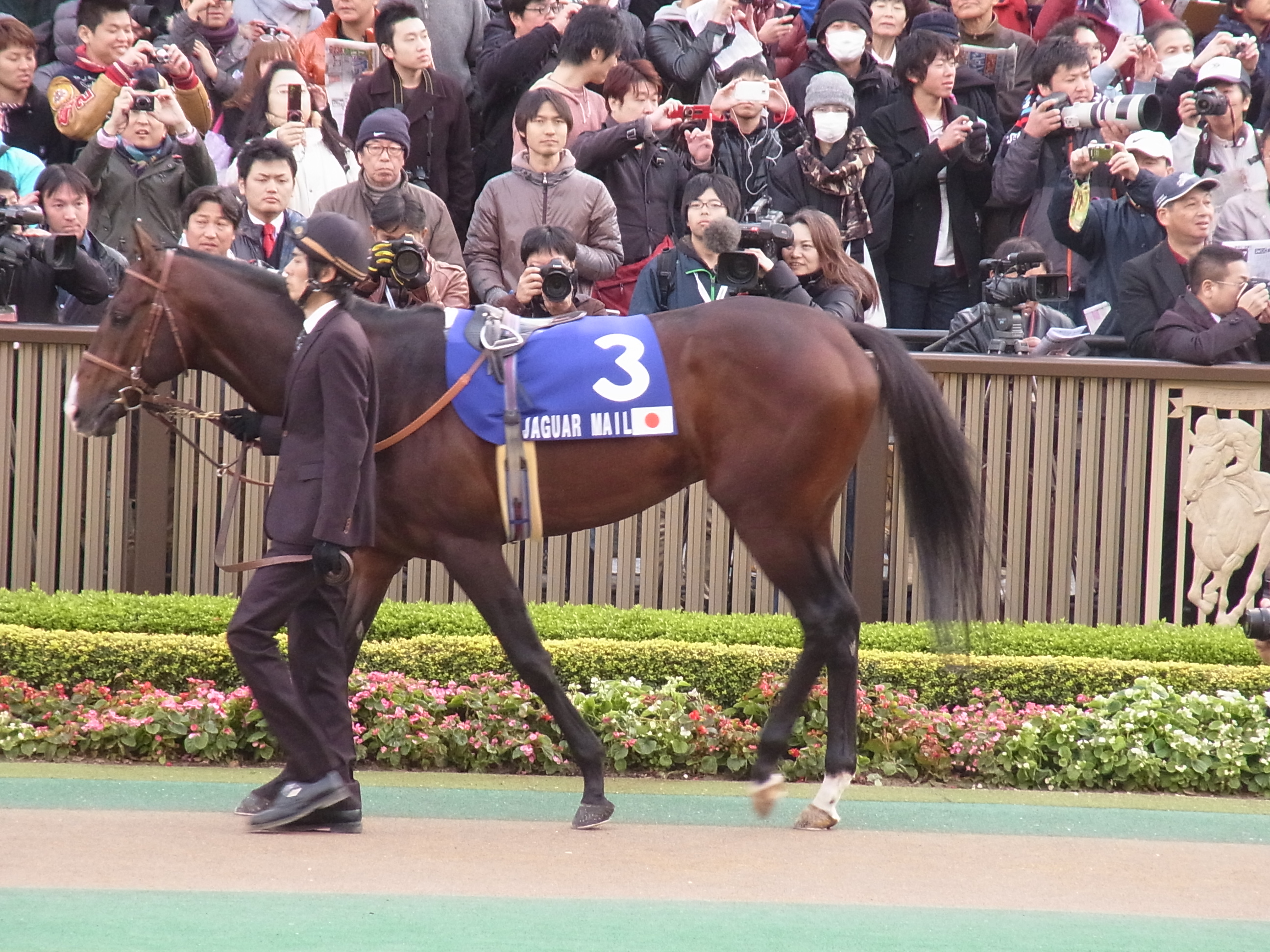
3. ジャガーメイル
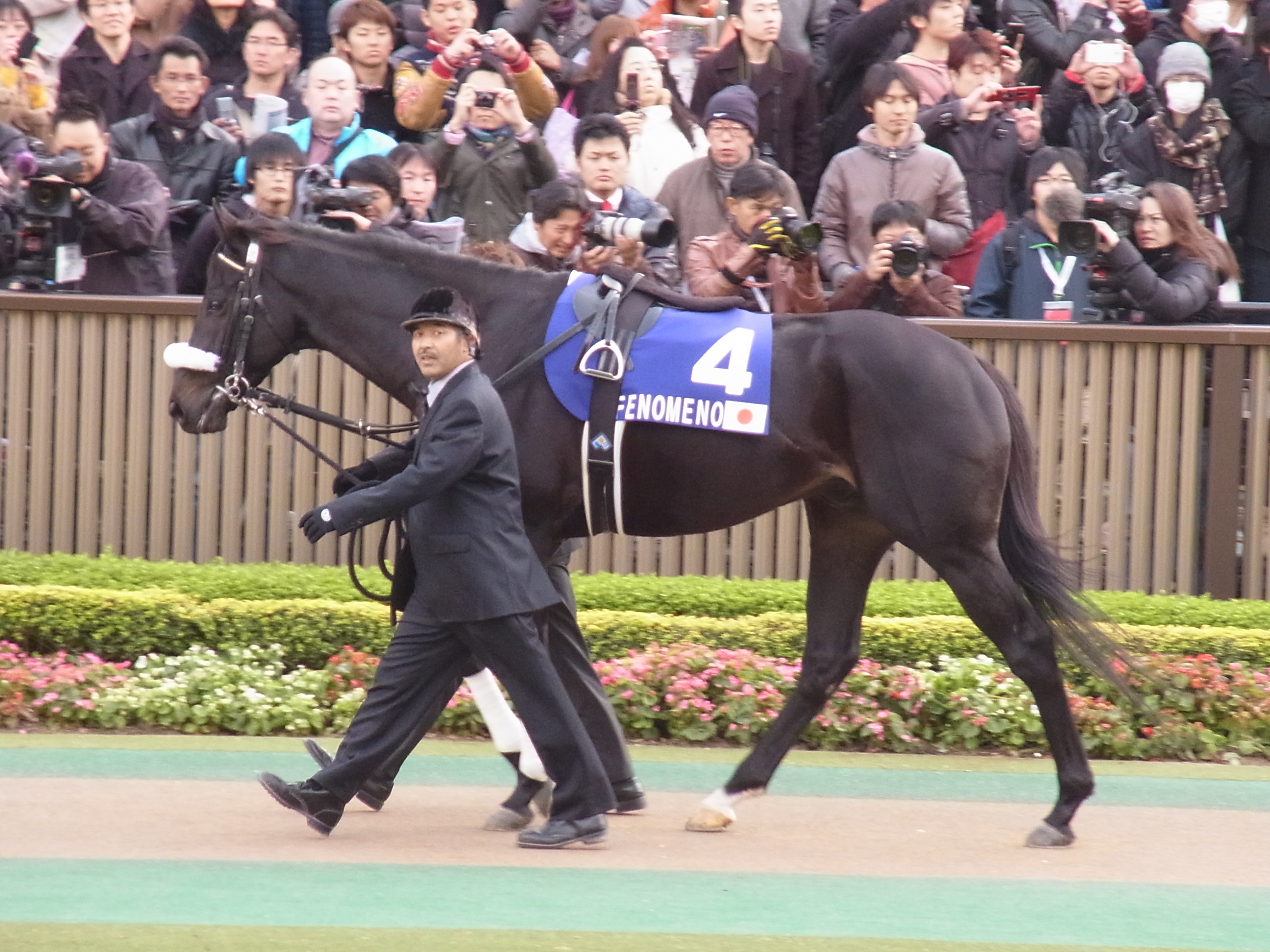
4. フェノーメノ
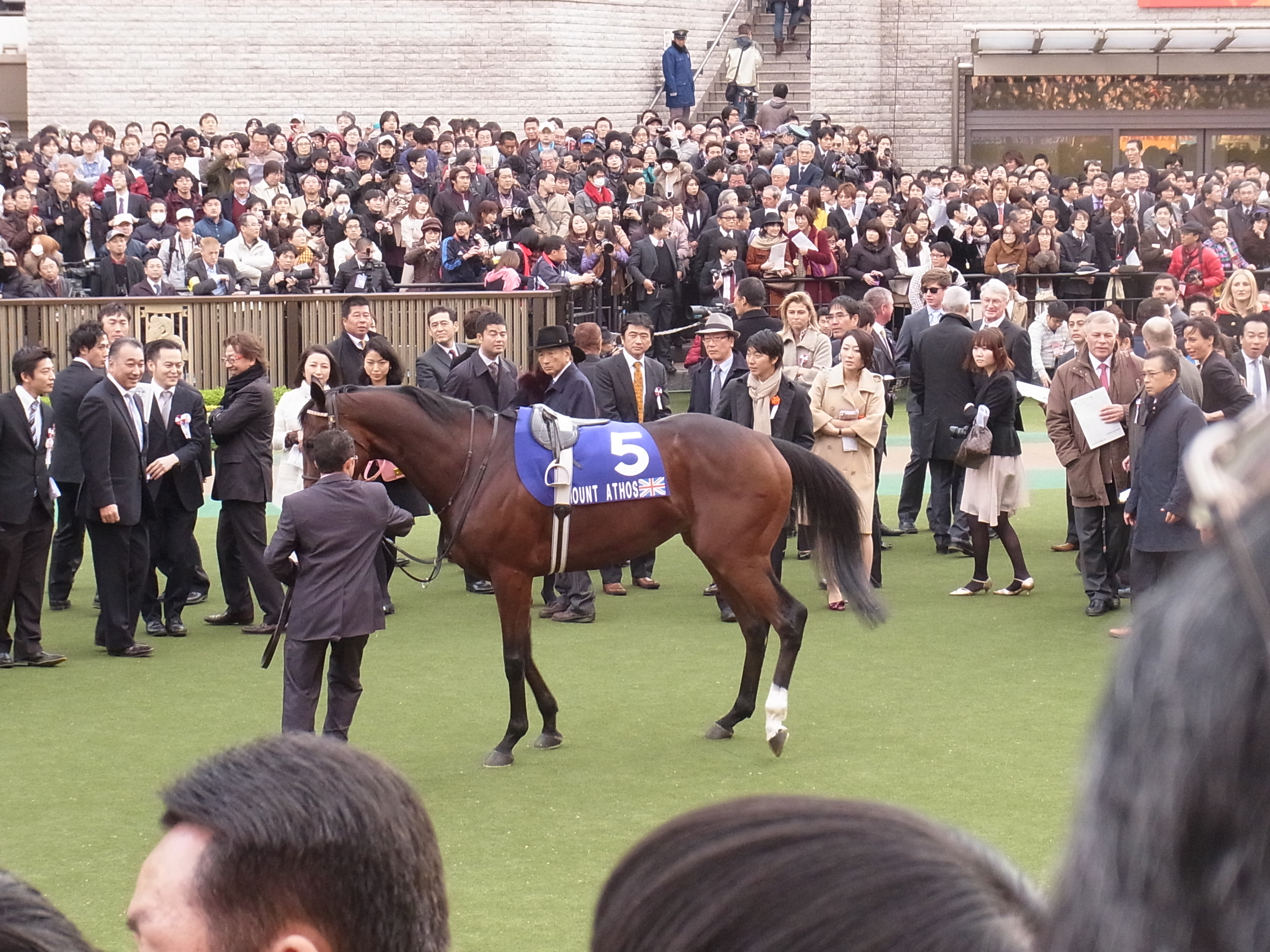
5. マウントアトス
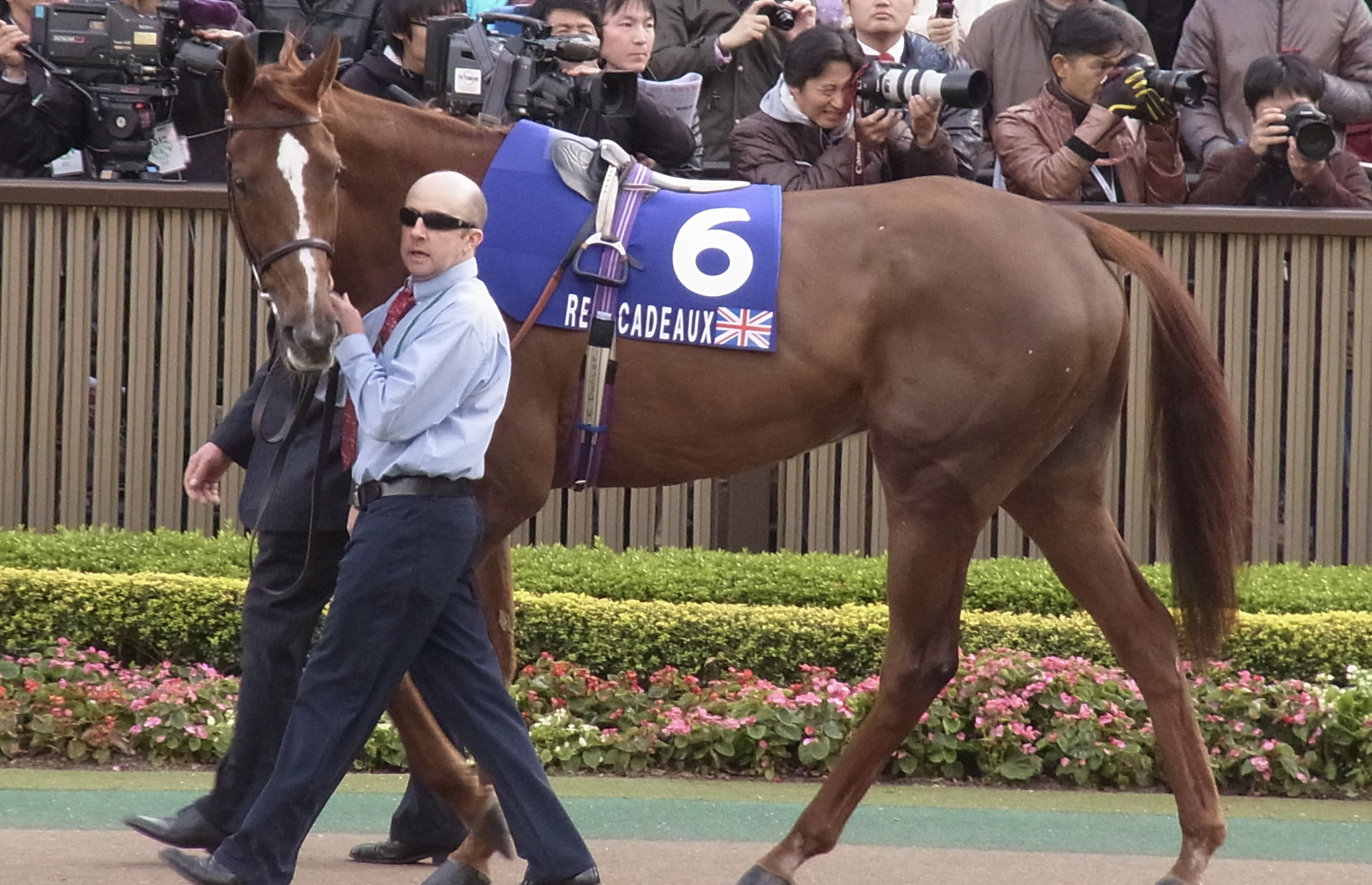
6. レッドカドー
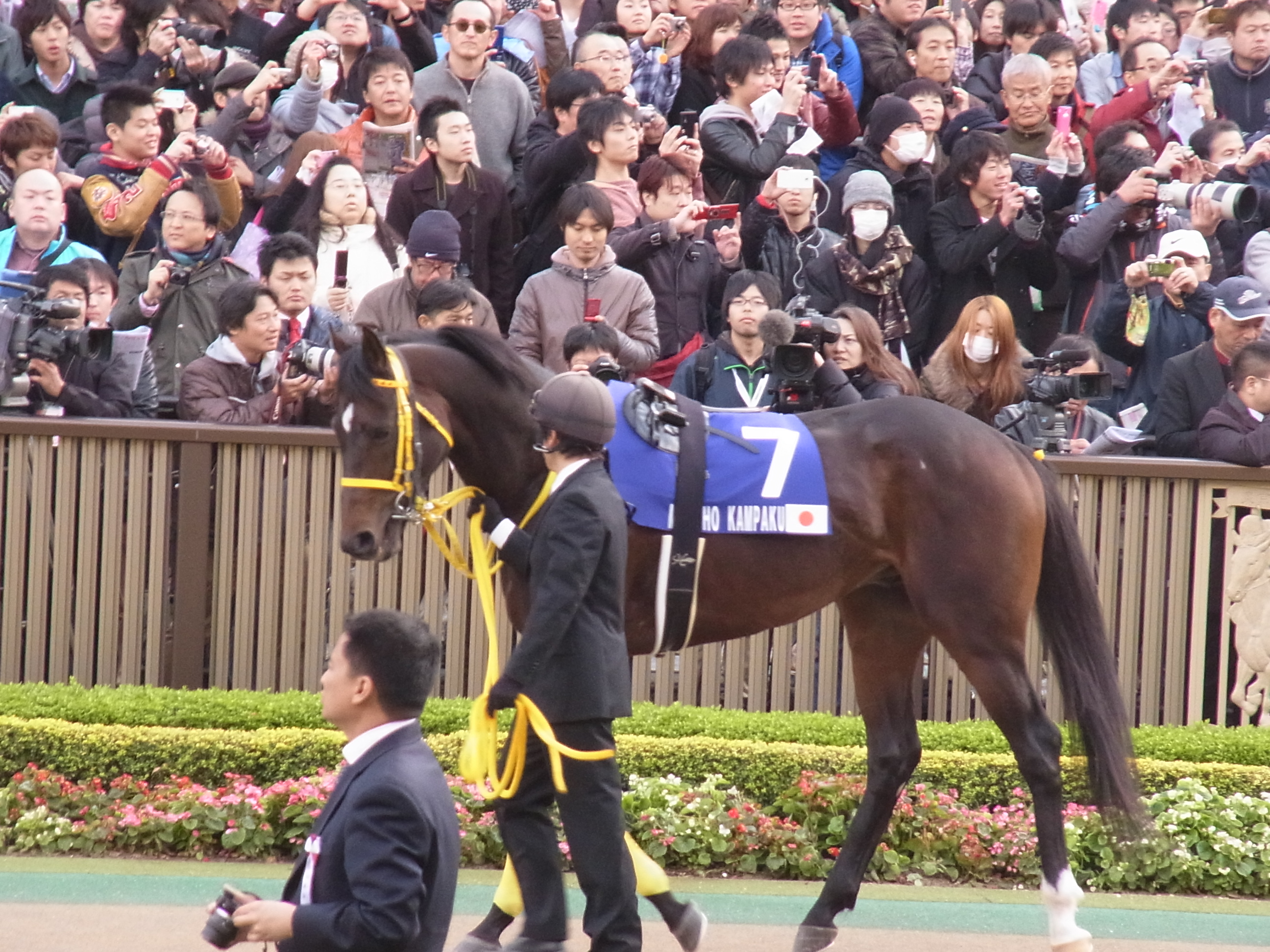
7. メイショウカンパク
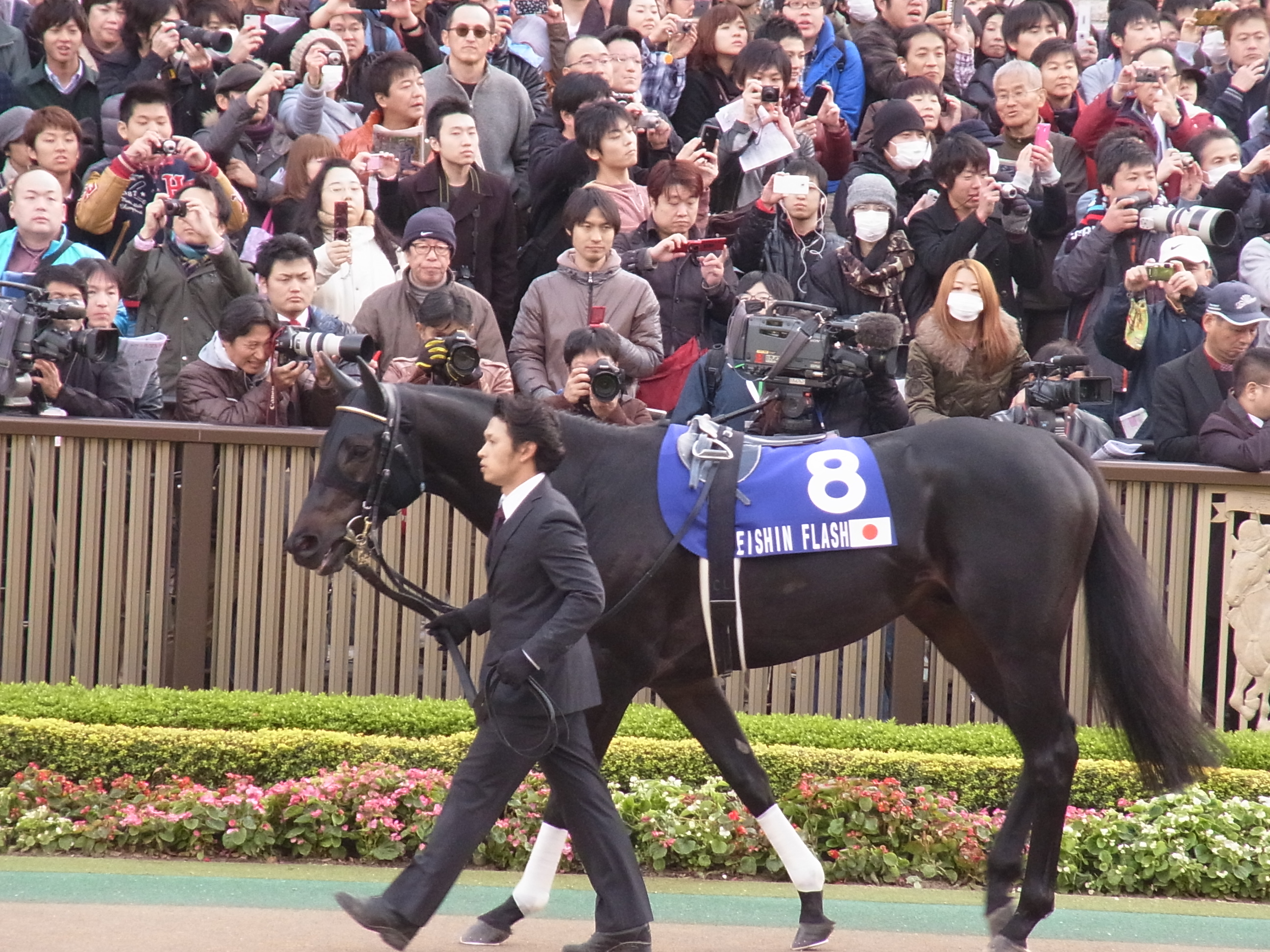
8. エイシンフラッシュ
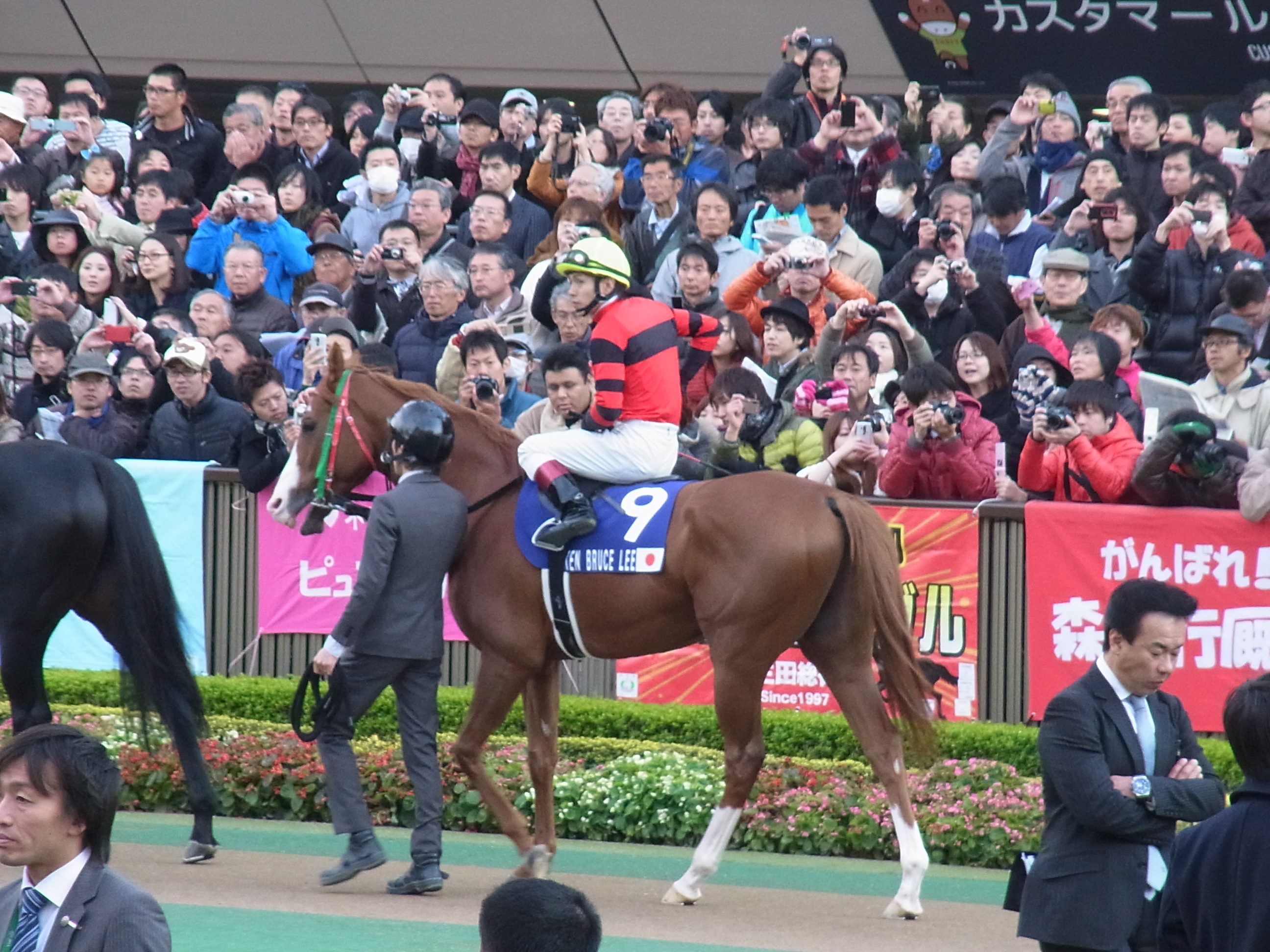
9. オウケンブルースリ
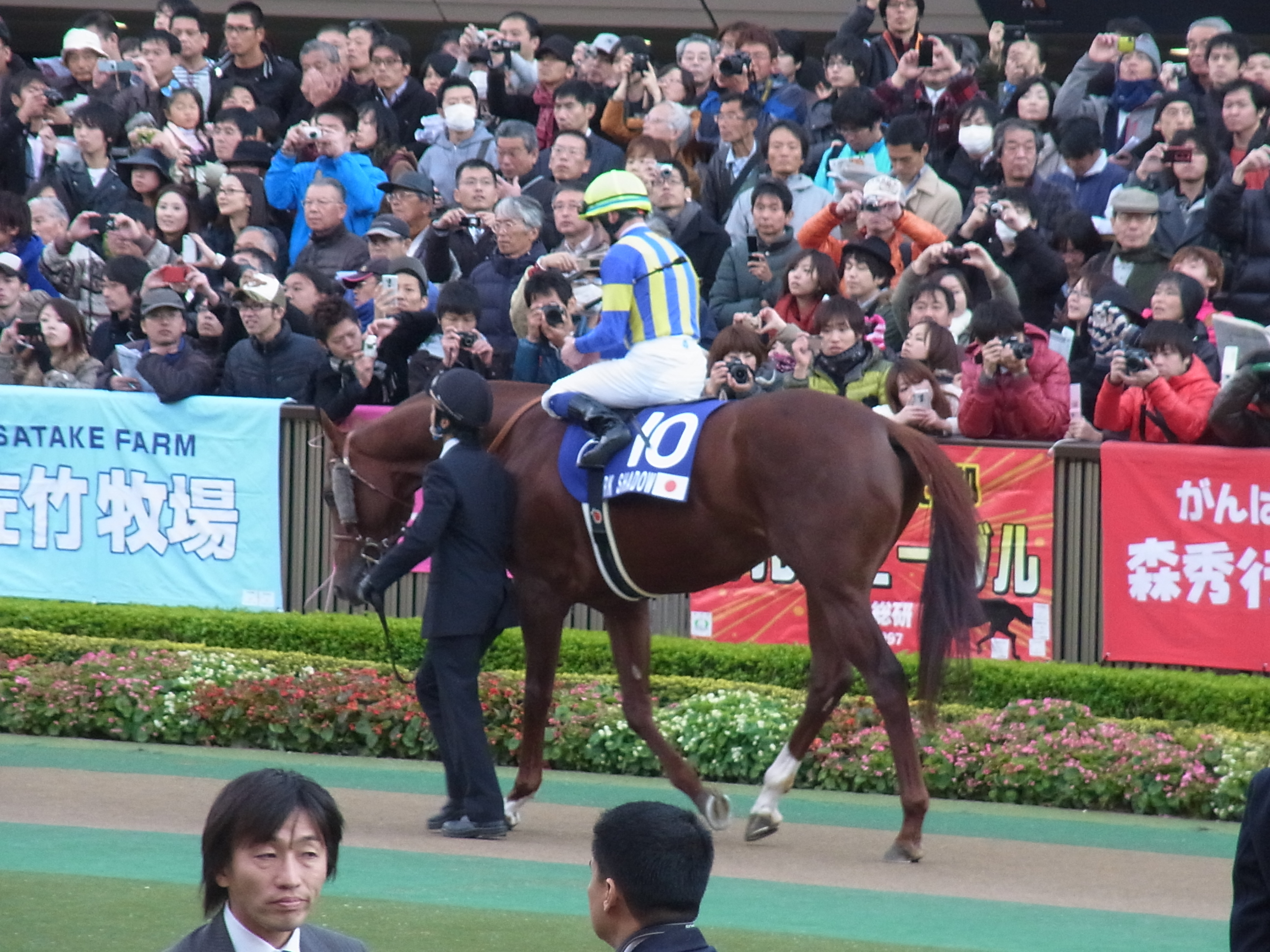
10. ダークシャドウ
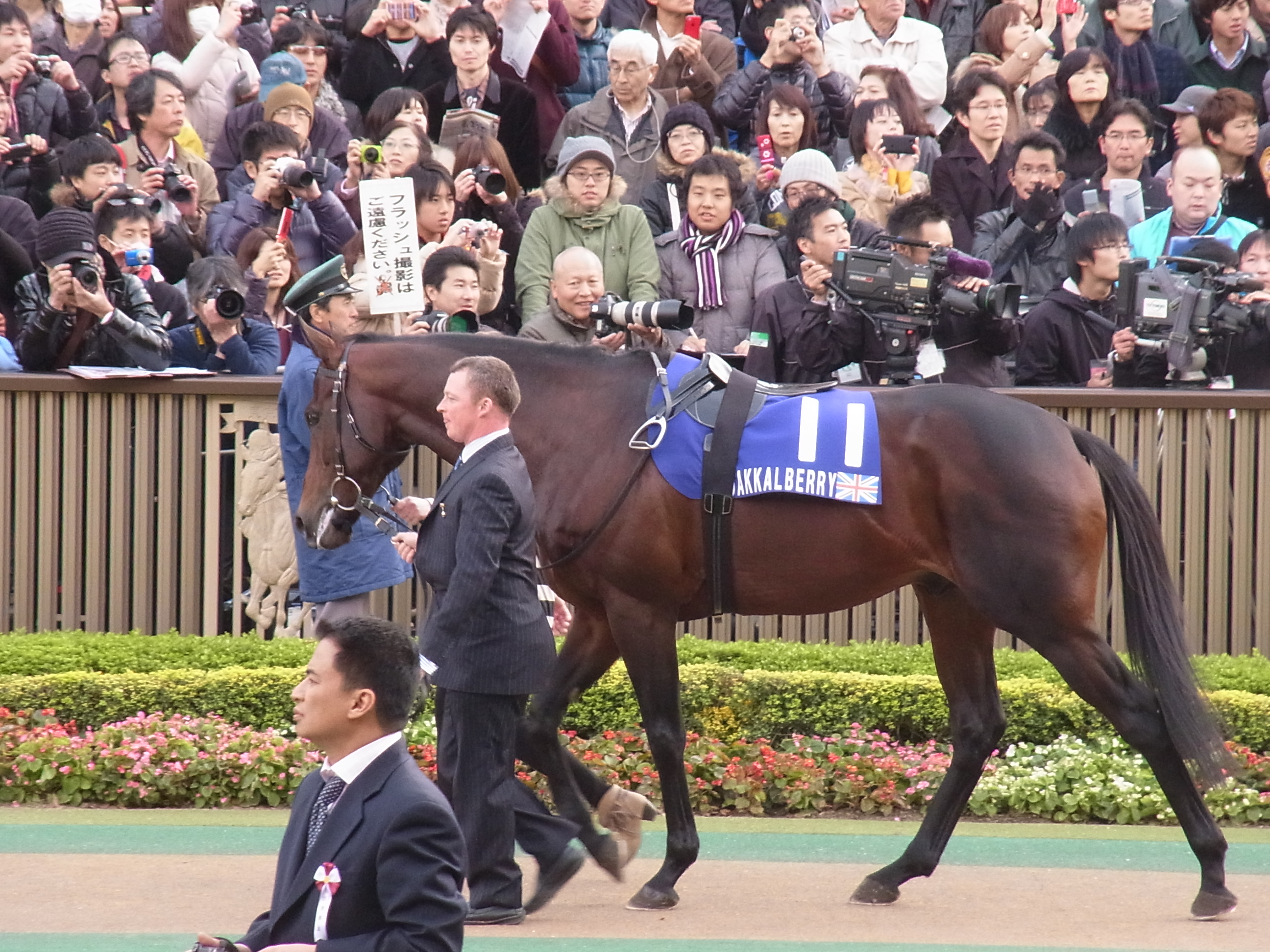
11. ジャッカルベリー
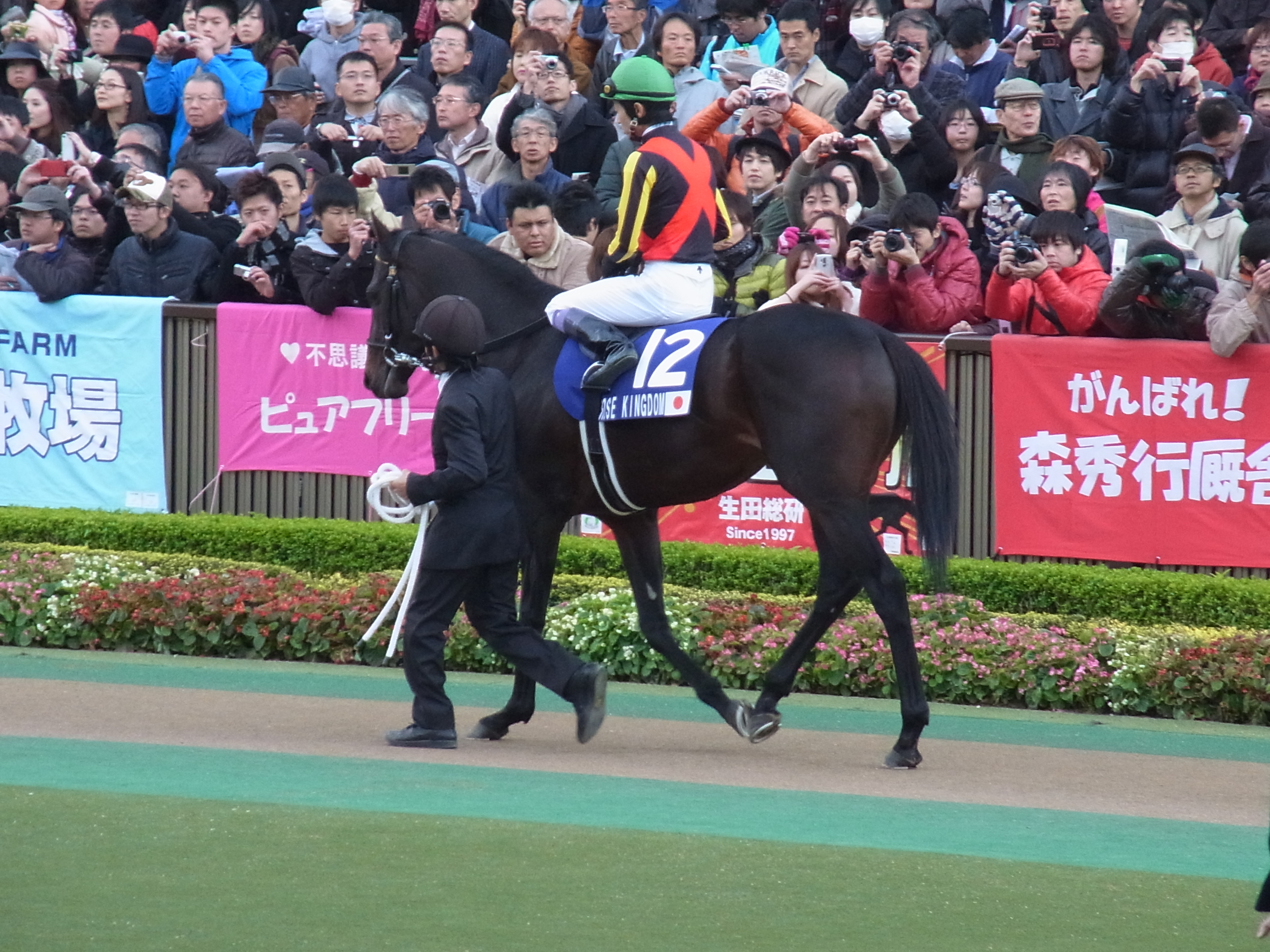
12. ローズキングダム
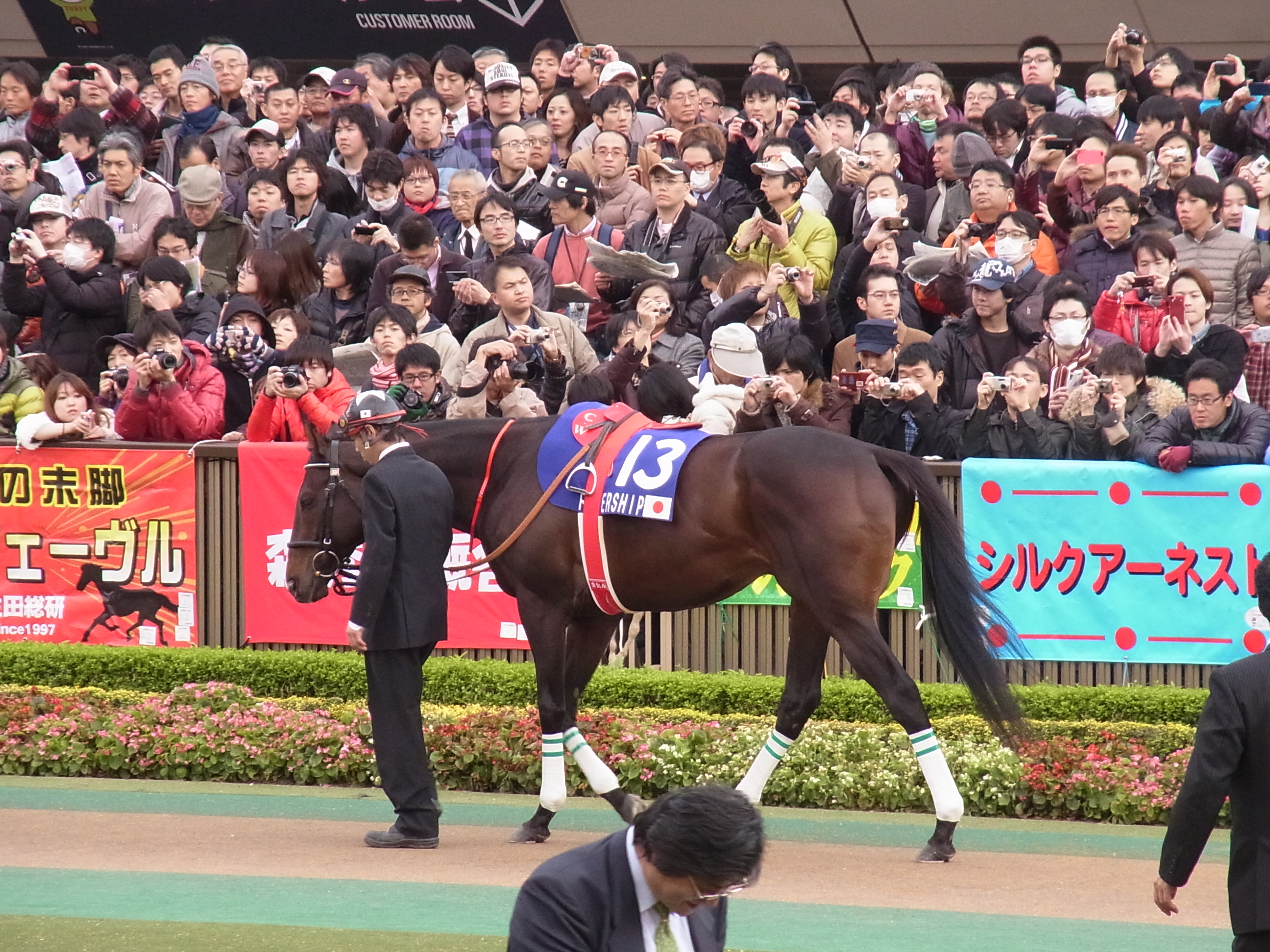
13. ルーラーシップ
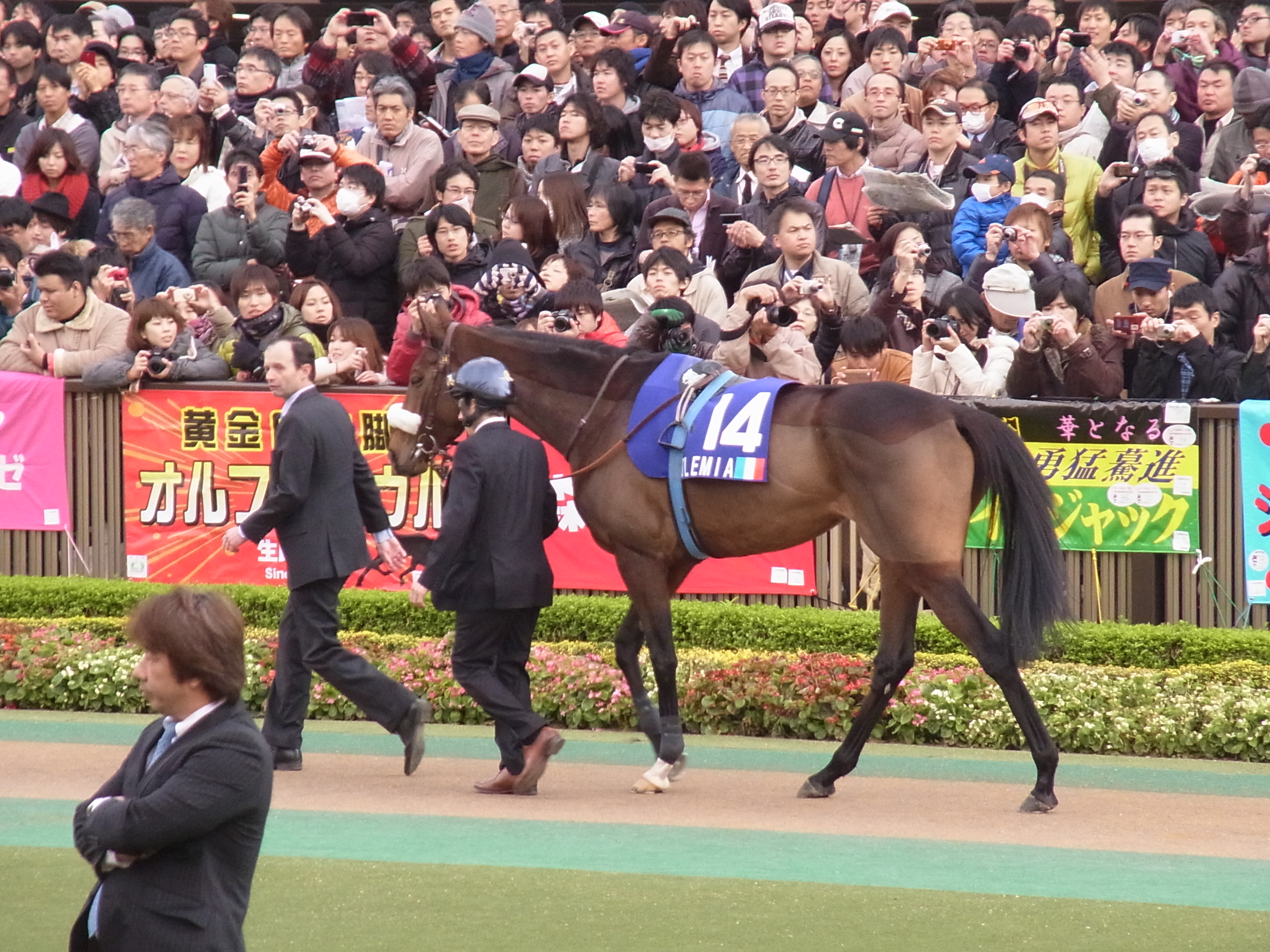
14. ソレミア
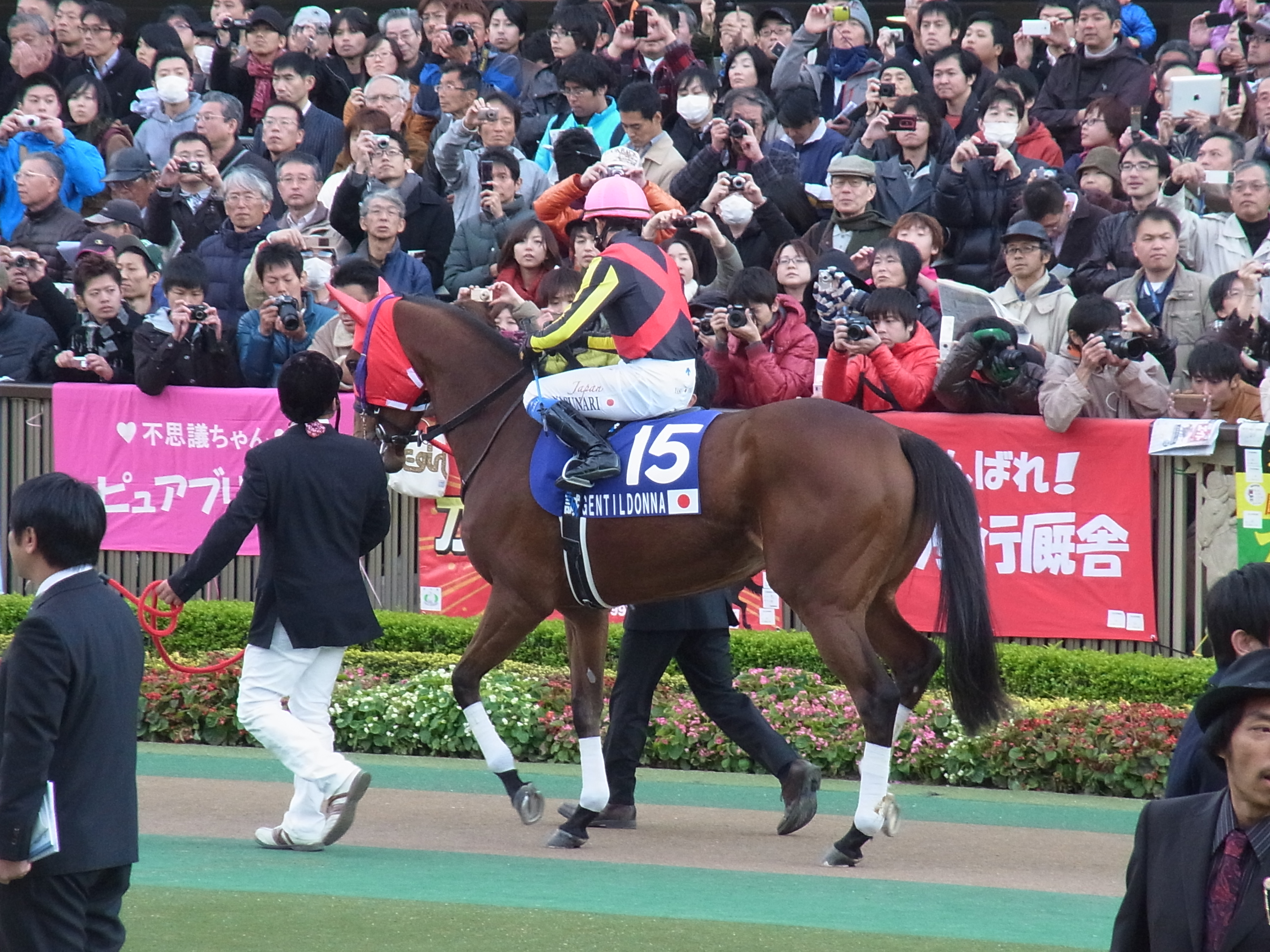
15. ジェンティルドンナ
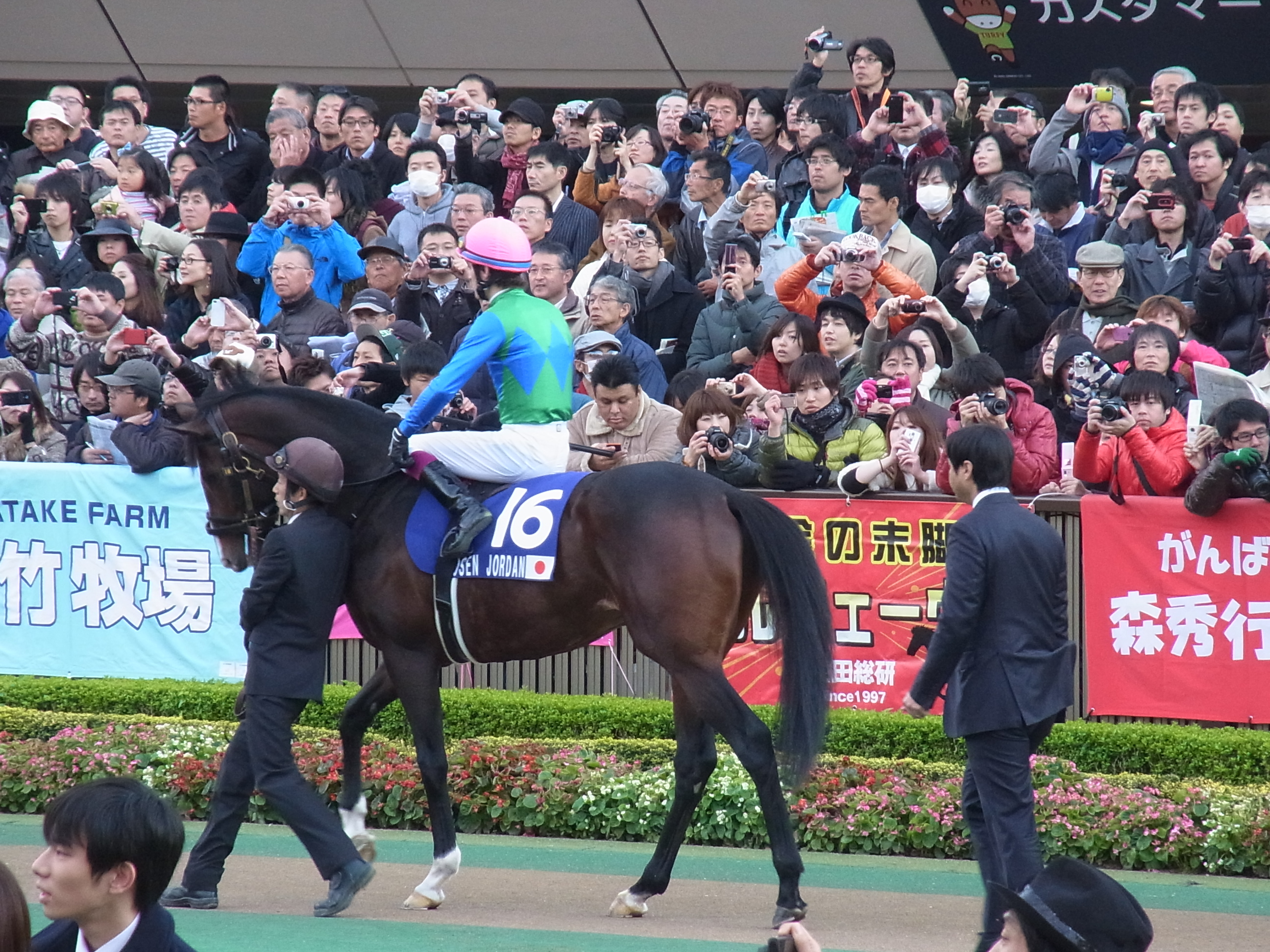
16. トーセンジョーダン
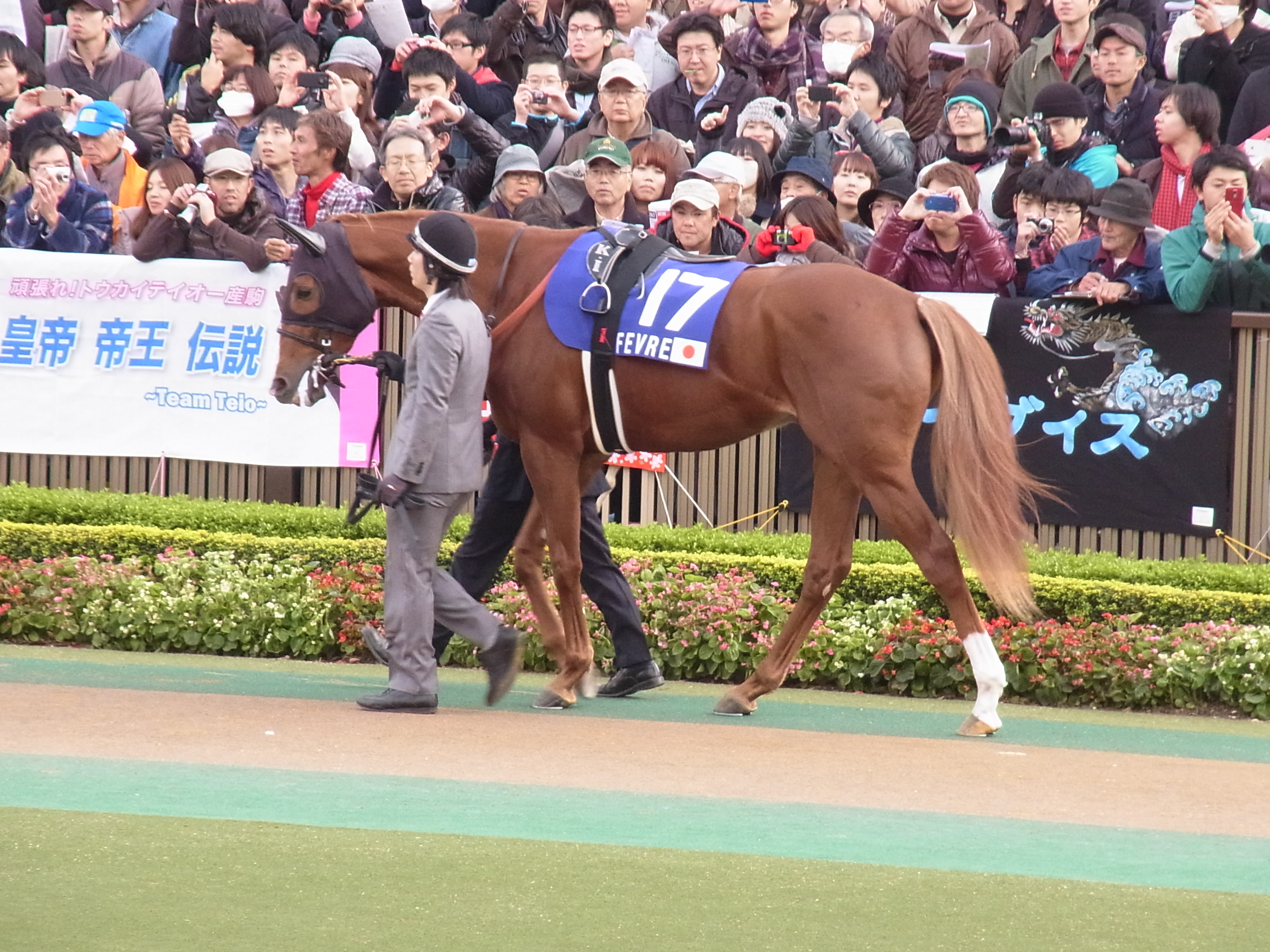
17. オルフェーヴル

## レース結果

### レース展開
ゲートが開くとルーラーシップが立ち遅れ、最内枠のビートブラックが予定通りハナを切った。その後ろにトーセンジョーダン、控えると思われていたジェンティルドンナが3番手、その後ろにソレミア、フェノーメノが続き、オルフェーヴルは中団よりやや後ろ、ルーラーシップは更に後ろの後方集団を追走した。
1000m通過は60秒2と平均的な流れとなり、逃げていたビートブラックが更に後続を引き離しにかかった。第3コーナーでもビートブラックのリードが5馬身以上あったが、このあたりからオルフェーヴルが一気にまくりをかけ、第4コーナーでは3番手で先行集団をとらえにかかった。
直線に入ってもビートブラックのリードがあったが、オルフェーヴルと内に控えていたジェンティルドンナが勢い良く伸びてきた。残り200mを切るとビートブラックが失速し、替わって2頭が先頭に。ルーラーシップらが後方から伸びてくるも他に追ってくる馬はおらず、完全に2頭の叩き合いとなりそのまま並んでゴールした。
写真判定ではジェンティルドンナが僅かに前に出ていたが、直線でジェンティルドンナがビートブラックとオルフェーヴルの間の進路をこじ開けようとした際、オルフェーヴルに馬体をぶつけてしまったことで審議対象になった。しかし、20分の審議の末、降着・失格馬はおらず到達順位通りに結果が確定したものの、ジェンティルドンナ鞍上の岩田康誠は強引な騎乗をしたとして次回開催の2日間の騎乗停止処分を受けた。
上記審議のほかにレッドカドーの鞍上であるジェラルド・モッセがフェノーメノとトーセンジョーダンに走行を妨害されたとの申し立てを行ったがこちらも棄却された。結局外国馬はそのレッドカドーの8着が最高で、他の4頭は全て二桁着順と惨敗を喫した。
1着～3着までサンデーレーシング所有馬が独占し、5着のフェノーメノを含めて着順掲示板に4頭がサンデーレーシング所有馬となった。

### レース着順
| 着順 | 枠番 | 馬番 | 競走馬名           | タイム | 着差   |
| ---- | ---- | ---- | ------------------ | ------ | ------ |
| 1    | 8    | 15   | ジェンティルドンナ | 2.23.1 |        |
| 2    | 8    | 17   | オルフェーヴル     | 2:23.1 | ハナ   |
| 3    | 7    | 13   | ルーラーシップ     | 2:23.5 | 2 1/2  |
| 4    | 5    | 10   | ダークシャドウ     | 2:23.5 | アタマ |
| 5    | 2    | 4    | フェノーメノ       | 2:23.9 | 2 1/2  |
| 6    | 8    | 16   | トーセンジョーダン | 2:23.9 | アタマ |
| 7    | 1    | 1    | ビートブラック     | 2:24.0 | 3/4    |
| 8    | 3    | 6    | レッドカドー       | 2:24.1 | クビ   |
| 9    | 4    | 8    | エイシンフラッシュ | 2:24.1 | クビ   |
| 10   | 2    | 3    | ジャガーメイル     | 2:24.3 | 1 1/4  |
| 11   | 6    | 11   | ジャッカルベリー   | 2:24.5 | 1 1/4  |
| 12   | 3    | 5    | マウントアトス     | 2:24.5 | 3/4    |
| 13   | 7    | 14   | ソレミア           | 2:24.7 | 1/2    |
| 14   | 5    | 9    | オウケンブルースリ | 2:24.9 | 1 1/4  |
| 15   | 4    | 7    | メイショウカンパク | 2:25.0 | 1/2    |
| 16   | 6    | 12   | ローズキングダム   | 2:25.4 | 2 1/2  |
| 17   | 1    | 2    | スリプトラ         | 2.27.7 | 大差   |

#### データ
| 1000m通過タイム     | 60.2秒（ビートブラック） |
| 上がり4ハロン       | 46.6秒                   |
| 上がり3ハロン       | 34.7秒                   |
| 優勝馬上がり3ハロン | 32.8秒                   |

### 払戻
| 単勝   | 15       | 660円   |
| 複勝   | 15       | 170円   |
| 複勝   | 17       | 120円   |
| 複勝   | 13       | 140円   |
| 枠連   | 8-8      | 610円   |
| 馬連   | 15-17    | 700円   |
| 馬単   | 15-17    | 1,580円 |
| 3連複  | 13-15-17 | 1,010円 |
| 3連単  | 15-17-13 | 5,550円 |
| ワイド | 15-17    | 320円   |
| ワイド | 13-15    | 470円   |
| ワイド | 13-17    | 230円   |

## エピソード
この競走では上記のとおり最後の直線でオルフェーヴルの進路が狭くなった件で約20分にも及ぶ長い審議となった。審議の対象となったのはジェンティルドンナが逃げていたビートブラックをかわす際に外に持ち出しオルフェーヴルと接触したもので、鞍上の池添謙一も「かなり大きな動作でぶつけられて失速した。（中略）あの判定はどうか。納得がいかない」と話し、調教師の池江泰寿もまた「3回ぶつけられた。1回は（馬体が）宙に浮いている。（中略）あれだけ弾かれたらどんな馬でも失速してしまう」と怒りをあらわにするほどの不利で、着差（ハナ差）を考えると致命的なものであった。
JRAでは2013年から現行の「走行妨害・制裁のルール」を見直し、「『走行妨害がなければ被害馬が加害馬に先着していた』と裁決委員が判断した場合、加害馬は被害馬の後ろに降着」とする新しいルールに変更することを発表していたが、本競走はこれが適用される前に起きた事象で、従前の「『走行妨害が被害馬の競走能力の発揮に重大な影響を与えた』と裁決委員が判断した場合、加害馬は被害馬の後ろに降着」という基準に基づき採決が行われた。結果、「競走能力の発揮に重大な問題はなく、降着までには当たらないと判断」され、到達通りの順位で確定した。
また、ジェンティルドンナ鞍上の岩田康誠は2009年1月に改定された「進路の取り方」に関する騎手制裁基準における「走行妨害には至らない進路影響の制裁（主に強引な進路の取り方）」が適用され、騎乗停止2日の処分が下った。
なお、GIで1着馬が到達順通りに確定し、騎手のみ騎乗停止の処分を受けたケースは2008年優駿牝馬のトールポピーがあり、鞍上は今回被害馬であるオルフェーヴルに騎乗していた池添謙一であった。

### ファンの反応
今回の審議の件で、レース後のおよそ2時間でJRAにはファンから多くの苦情や問い合わせが寄せられた。電話は50件、メールは198件におよび「普段に比べればかなり多くの意見」（JRA広報室）である。内容は「今回の裁定に納得ができない」、「騎手が騎乗停止なら馬も降着にすべき」、「基準が不明確だ」といったもので、長時間の審議に加え、着順に変更がないにもかかわらず、鞍上にのみ騎乗停止の制裁が科せられることに対する分かりにくさが浮き彫りとなった。

### 競馬関係者の反応
- 競馬評論家の柏木集保はレース回顧の中で、今回の事象が新しい「降着ルール」を取り入れるちょうどその過渡期に発生した、きわめて難しい判断を求められる審議だったとし、そのうえで岩田康誠の騎乗を「強引かつ危険」と見なしたものの、「狭いスペースを強引に狙った岩田騎手にはペナルティーが科せられるのは当然だが、降着に相当するほどオルフェーヴルに重大な影響を与えたわけでない。岩田騎手はその騎乗に制裁を受けても、降着処分はない」との見解を示した。一方でジェンティルドンナと馬体を合わせてからゴールまで鞭を入れずに追ったオルフェーヴルの池添謙一には「左ムチを使うスペースはない。しかし右ムチを強打したなら、おそらくオルフェーヴルはもっと内によれ、「悲惨な事態」[注釈 1]が発生していたことだろう。トールポピーのころの池添謙一騎手ではない。」と冷静に対処した騎乗を高く評価した。また今回の審議が20分も時間を要するのは問題が大きすぎるとし、新降着制度では状況判断が難しく、10分後くらいにファンにアナウンスできなければ、そのときの関係者や裁決委員のムード次第に陥りかねないとの懸念を示している。[source 9]
- 元騎手でありブログや雑誌などで様々な提言を行っている坂井千明は『不利がなければオルフェーヴルが勝っていた』というタイトルで、岩田康誠の騎乗を「個人としてもあまりいい印象を受けない」「あそこまでぶつけられたらバランスが崩れて走りに大きく影響する。オルフェーヴルはぶつけられたせいで手前を替えている」「ぶつけた相手がオルフェーヴルだったからこそ、ジェンティルドンナは降着にならずに済んだとも言える。」とした上で「オルフェーヴルは重大な影響を受けたし、あの不利がなければオルフェーヴルが勝っていたと僕は思う。」との見解を示した。一方の池添謙一の騎乗には「ジェンティルドンナの進路をどうせ閉めるのなら、もう一完歩でも早く内に寄せていたら進路もうまく塞げていただろうし、ぶつけられずに済んだと思う。」「手綱を引っ張ったり立ち上がったりして、不利を受けたのをアピールしていたら結果は違っていたかもしれない。」「3～4完歩でも遅らせて動いていれば、楽に勝っていた」「本調子であれば、直線で不利を受けたとしてもアッサリ勝ったんじゃないかな。」と書いている。ただし裁決の判定には直接言及はしていない。[source 10]
- 競馬評論家の伊吹雅也は自らのブログで「岩田康誠騎手の騎乗はちょっと危険だ」とした上で、「進路がなくなってブレーキをかけた」という状況ならともかく、今回のオルフェーヴルはどちらかと言うと「バランスを崩されてアクセルが緩んだ」という形、そして、それはジェンティルドンナも（加害馬と被害馬の差こそあれ）同じであり、「オルフェーヴルの受けた不利はそれほど致命的なものではない」とし、裁決の判断とまったく一緒の見解を示した[source 11]。
- またジェンティルドンナを管理する調教師・石坂正は「私としては審議は大丈夫だなと思っていました」[source 12]と話し、同じく生産したノーザンファーム代表の吉田勝己は「これが失格になったら競馬にならないよ」と柔和でかつ笑みを含んだ表情で話していた[source 13]。
- 競馬評論家の栗山求は「ジェンティルドンナが降着を免れたのは、オルフェーヴルがトーセンジョーダンを交わして２番手に上がったあと、まっすぐではなく若干内側に寄っていったため、岩田騎手に不可抗力という弁明の余地が生じたからではないか」という見解を示した[source 14]。

### ジェンティルドンナ
イギリスの競馬新聞・レーシング・ポストではこの競走でのパフォーマンスに対して独自のレーティングで126という数字を付けられた。これはアイルハヴアナザーやキャメロットの持つ127に次ぐ数字だが、牝馬のアローワンス（4ポンド）を考慮するとこの数字を抜いて3歳馬の中では世界トップのレーティングを持つことになる。

### オルフェーヴル
惜しくも2着となったオルフェーヴルも「負けてもなお強い」ところを見せることとなった。
凱旋門賞で僅差の2着となった後にこのレースに臨み、状態面の不安がささやかれ、また不得手とされる大外枠（8枠17番）を引き、直線で致命的な不利を受けながら、4キロの斤量差があるジェンティルドンナとハナ差の勝負を演じたことでこの馬の底力も改めて評価された。
オルフェーヴルはこの競走の雪辱として次走に有馬記念を予定していたが、本競走での疲れが抜けないことを理由にジェンティルドンナともども回避している。
なお、結果的にこのレースがオルフェーヴルにとって国内で敗れた最後の競走となった。

### 入場者数・レース売り上げ
- 入場人員：11万7776人（前年比13.4%増）[注釈 2]
- 売上金：209億7882万3700円（前年比9.6%増）

### その他
- 三冠馬・三冠牝馬の直接対決は史上初
- 後に殿堂入りする馬[1]同士の直接対決は第105回天皇賞[注釈 3]以来20年ぶりとなる。

## 達成された記録
- ジャパンカップ史上初の3歳牝馬による優勝[注釈 4]
  - 3歳馬によるジャパンカップ優勝はローズキングダム以来で2年ぶり6頭目
- 史上初の、三冠牝馬による牡馬混合GIの優勝
- 日本の牝馬最多の年間GI4勝[注釈 5]
- 父仔制覇はシンボリルドルフ-トウカイテイオー、スペシャルウィーク-ブエナビスタに続き3例目[注釈 6]。
- ルーラーシップの上がり3F32秒7は2006年の優勝馬ディープインパクト、2010年の2着馬ブエナビスタ・5着馬ペルーサによる33秒5を上回る同レース最速記録となっている（2024年現在は2024年優勝馬ドウデュースと並ぶ最速タイ）
- 岩田康誠は同レース史上唯一の連覇達成（2024年現在）